# .tz
.tz je vrhovna internetska domena (country code top-level domain - ccTLD) za Tanzaniju. Domenom upravlja PSGnet.

## Vanjske poveznice
- IANA .tz whois informacija  Arhivirana inačica izvorne stranice od 11. lipnja 2006. (Wayback Machine)